# ضرب تبادلي

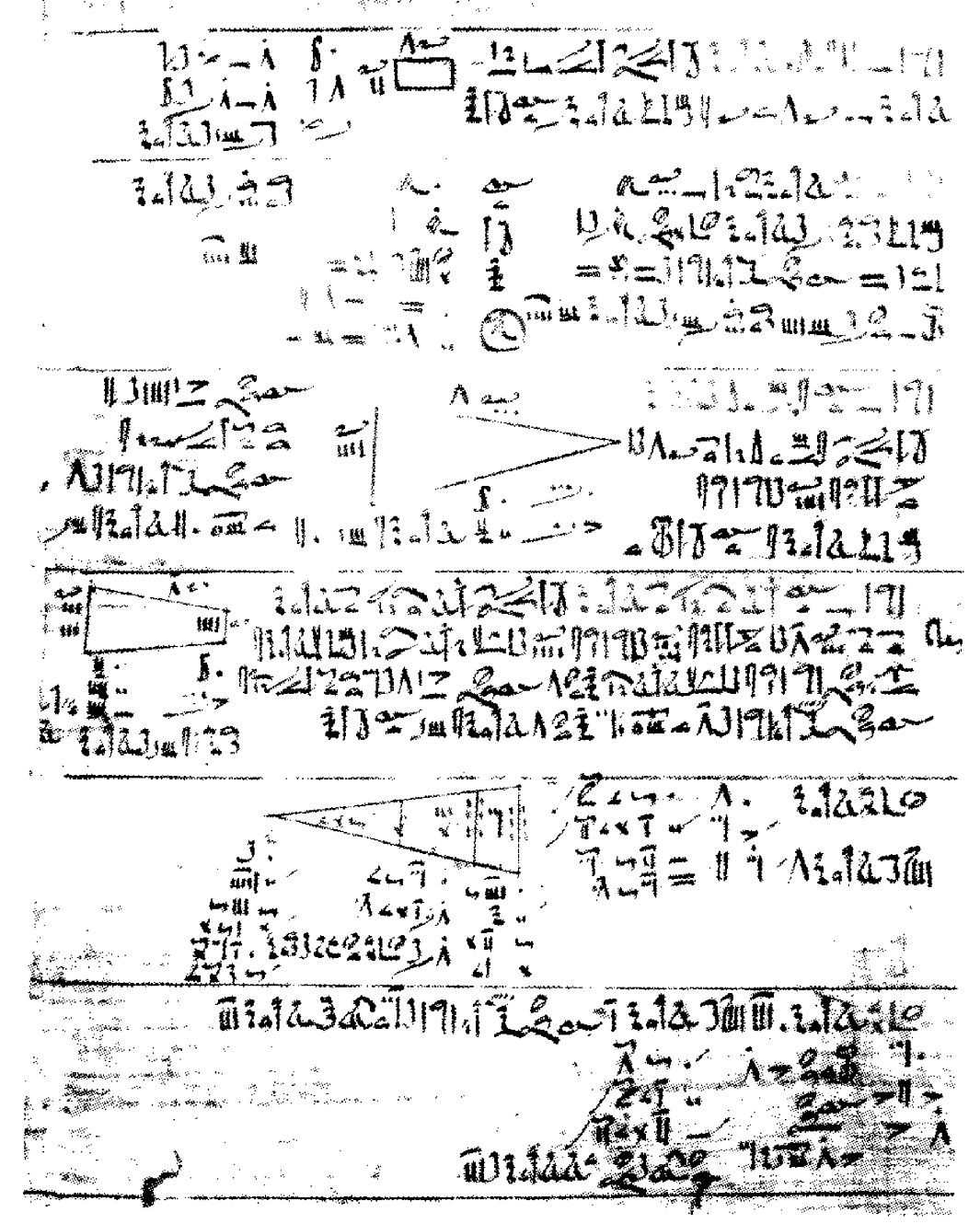

النسبة والتناسب والضرب التبادلي. نُسمي العلاقة
- في أي تناسب حاصل ضرب الطرفين = حاصل ضرب الوسطين .
- نُسمي عملية ضرب الطرفين في بعضهما والتي تساوي حاصل ضرب الوسطين في بعضهما باسم الضرب التبادلي :

2 × 21 = 6 × 7
- يُمكن من الضرب التبادلي أن نجد العدد الرابع في التناسب إذا كانت الأعداد الثلاث الأخرى معروفة،

الأربعة المتناسبة عند المحاسبين أربعة أعداد أو مقادير نسبة ما فرض منها أولا إلى ما فرض منها ثانيا تكون كنسبة ما فرض منها ثالثا إلى ما فرض منها رابعا. والأول والرابع يسميان بالطرفين، والثاني والثالث يسميان بالوسطين. مثلا نسبة الأربعة إلى الثمانية كنسبة الخمسة إلى العشرة فهذه الأعداد أربعة متناسبة، فكما أن نسبة الأربعة التي هي الأولى فرضا إلى الثمانية التي هي الثانية فرضا نسبة النصف إلى الكل، كذلك نسبة الخمسة إلى العشرة، وتلزمها مساواة مسطح الطرفين لمسطح الوسطين.
وأما ما في حكم الأربعة المتناسبة فثلاثة أعداد أو مقادير نسبة أولها إلى ثانيها كنسبة ثانيها إلى ثالثها، مثلا نسبة الأربعة إلى الثمانية كنسبة الثمانية إلى الستة عشر. وتسمى متناسبة الفرد أيضا. وكونها في حكم الأربعة المتناسبة لمساواة مربع الوسط فيها لمسطح الطرفين.